# U.S. Ruta 51
La U.S. Route 51 or U.S. Highway 51 (US 51) es una importante autopista sur-norte de Estados Unidos que se extiende 1277 millas (2055,1 km) desde los suburbios occidentales de Nueva Orleans, Luisiana, hasta dentro de 150 pies (45,7 m) de la línea del estado de Wisconsin-Michigan. Como la mayoría de las autopistas numeradas de Estados Unidos que terminan en "1", es una ruta transversal de norte a sur que se extiende desde la región de la Costa del Golfo hasta la región de los Grandes Lagos. Gran parte de la autopista en el norte de Illinois y el sur de Wisconsin discurre en paralelo o está cofirmada con la Interestatal 39 (I-39) y gran parte del trazado en varios estados también es paralelo al Ferrocarril Central de Illinois. Desde LaPlace, Luisiana, Mississippi, hasta Memphis, Tennessee, gran parte de esa porción de la US 51 corre en gran medida paralela o es concurrente con la Interstate 55 (I-55). El extremo norte de la autopista se encuentra entre Hurley, Wisconsin, y Ironwood, Michigan, donde termina con un Intercambio de la trompeta en la US 2. Su extremo sur está en Laplace, Luisiana, y termina en la US 61. La US 51 atraviesa los estados de Luisiana, Mississippi, Tennessee, Kentucky, Illinois y Wisconsin.
Además de cantar sobre la US 61 en su álbum Highway 61 Revisited, el músico Bob Dylan también conmemoró la US 51, versionando la canción folk "Highway 51 Blues", grabada anteriormente por Curtis Jones y Tommy McClennan, en su álbum homónimo Bob Dylan. Los North Mississippi Allstars también rindieron homenaje a la autopista en el tema que da título a su álbum 51 Phantom.
En Memphis, Tennessee, toda la US 51 al sur de South Parkway East fue renombrada de Bellevue Boulevard a Elvis Presley Boulevard el 17 de enero de 1972. Graceland se encuentra en este tramo de la autopista, en la subdivisión de Whitehaven.
En 2004, los seis estados que atraviesa la US 51 se unieron como la Coalición para Explorar la Carretera 51 para ayudar a promocionar esta "Carretera Americana". El grupo ofrece ahora información a los visitantes para viajar a lo largo de la carretera.

## Descripción de la ruta

### Louisiana

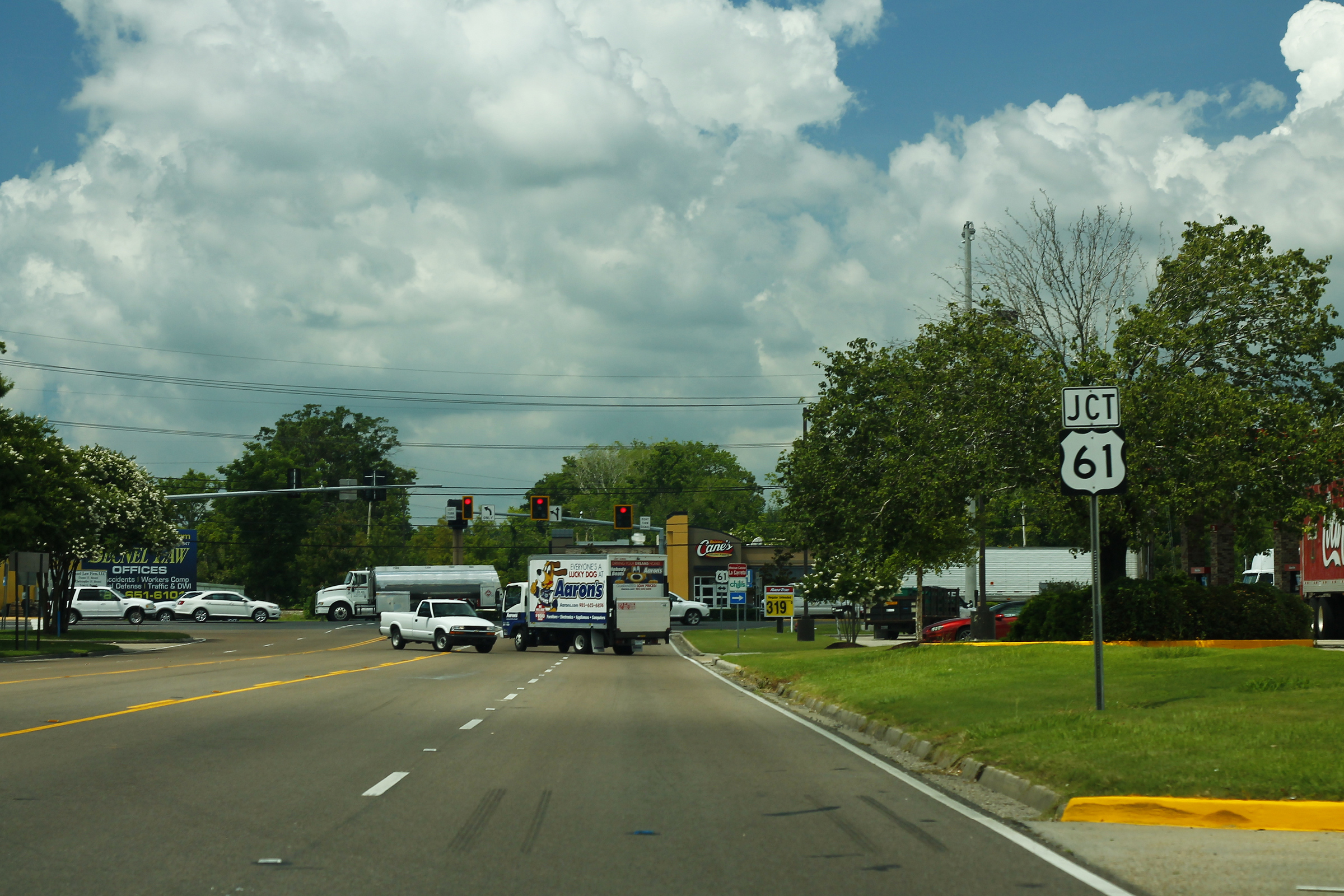
Southern terminus of US 51 at US 61, LaPlace

La US 51 comienza en la intersección con la US 61 en Laplace y se dirige al noreste. Se cruza con la I-10 antes de discurrir simultáneamente con la I-55. Cerca del enlace con la I-12, la ruta se separa de la I-55. Se cruza con la US 190 en Hammond y permanece en paralelo a la I-55 antes de entrar en Mississippi. En la década de 1930, esta carretera se llamaba Jefferson Davis Highway.